# Мякушко Сергій Володимирович
Сергій Володимирович Мякушко (нар. 15 квітня 1993, Київ, Україна) — український футболіст, півзахисник клубу «Ворскла». Зіграв 1 матч за збірну України.

## Клубна кар'єра

### Ранні роки
Вихованець київського футболу. Коли Сергію виповнилося шість років, батько віддав його до динамівської школи на Нивках, де майбутній півзахисник потрапив до рук дитячих тренерів «Динамо» Віталія Хмельницького, Юрія Ястребинського та Євгена Рудакова.
Проте з динамівською академією у Сергія не склалося, і він змушений був шукати собі новий клуб. 2007 рік відіграв у столичному «Атлеті». У 14 років хлопця помітив інший київський клуб — «Оболонь», де його талант розгледів Дмитро Фетисов.

### «Оболонь»
Влітку 2010 року був включений до заявки «Оболоні», що виступала в Прем'єр-лізі, проте перший сезон виступав виключно у молодіжному чемпіонаті. Лише 22 липня 2011 дебютував за основну команду у виїзному матчі Прем'єр-ліги України проти київського «Динамо», який завершився поразкою «пивоварів» з рахунком 0-4, вийшовши на 86-й хвилині замість Бориса Баранця. І в подальшому Сергій виходив на поле лише наприкінці матчів, а тому здебільшого продовжував грати за молодіжну команду, якій допоміг у сезоні 2011—2012 стати бронзовим призером молодіжного чемпіонату.
Влітку 2012 року «Оболонь» вилетіла з Прем'єр-ліги і втратила ряд основних виконавців, тому Мякушко здобув можливість частіше брати участь в матчах основної команди, а також другої команди «Оболоні», що розпочала виступи у Другій лізі.
На початку 2013 року «Оболонь» через фінансові складнощі знялась з чемпіонату, і Мякушко на правах вільного агента відправився на перегляд в «Іллічівець», проте контракт так і не підписав.

### «Динамо»
У лютому 2013 року став гравцем київського «Динамо». Але бажання грати ускладнювалося тим, що Мякушко, раніше перебуваючи без команди, залишився без зборів, а значить, у фізичному плані серйозно поступався своїм партнерам-конкурентам у молодіжній команді. Тим не менш, завдяки своєму віку Сергій міг грати за «Динамо» в чемпіонаті 19-річних.
Дебютувавши у «дублі» 2 березня 2013 року в домашньому матчі з «Кривбасом», загалом до кінця сезону 2012/13 півзахисник провів 14 матчів (вісім за молодіжну команду, шість за U-19), награвши загалом 485 хвилин та забивши переможний м'яч у ворота «дубля» сімферопольської «Таврії» у 29-му турі. Таким чином, за один сезон Сергій виграв з «Динамо» «срібло» чемпіонату U-21 та історичні золоті нагороди з «Динамо» U-19.
Влітку 2013 року разом зі старшим тренером Олександром Хацкевичем та рядом гравців Сергій був переведений до «Динамо-2». У сезоні 2013/14 в 27 матчах першої ліги Мякушко відзначився 7 голами, а в наступному сезоні встиг зіграти 5 матчів, забивши один м'яч.
Проте вже в кінці серпня 2013 року слідом за воротарем Мирославом Бонем, захисником Віталійсом Ягодінскісом, півзахисником Віталієм Каверіним та форвардом В'ячеславом Панфіловим був відправлений в оренду в ужгородську «Говерлу».
У січні 2017, за рішенням тренерського штабу, Сергій не поїхав зі столичним клубом на збори в Іспанію. А 25 січня було оголошено, що Мякушко переходить до полтавської «Ворскли» на правах оренди. До кінця сезону 2016—2017 Сергій зіграв у 14 матчах і забив 1 гол, після чого повернувся до «Динамо». 29 серпня 2017 року отримав статус вільного агента.

### «Карпати»
8 вересня 2017 року став гравцем львівських «Карпат». У складі львів'ян був гравцем основи і за два сезони провів 61 матч у яких забив 13 голів і віддав 6 асистів. Загалом провів у Львові мабуть найкращий відтинок кар'єри. Запам'ятався уболівальникам "зелено-білих" зокрема своїми неймовірними дальніми голами зі штрафних у ворота своїх колишніх клубів: Полтавської «Ворскли» і Київського «Динамо».
Також будучи кравцем Карпат викликався до складу Збірної України за яку виходив на поле у товариському матчі проти Словаччини.

### «Алькоркон»
На початку липня 2019 року стало відомо, що Мякушко перейшов до іспанського «Алькоркона». Українець підписав контракт з клубом за схемою 1+3. 
Проте виступав нестабільно, провівши за ковідний сезон лише 17 матчів у всіх турнірах без результативних дій. А клуб хоч і боровся за підвищення у класі боротьбу програв і з часом опустився у третю за силою лігу.
По завершенню сезону контракт з Сергієм не продовжили і він покинув команду.

### «Подбескідзе»
Наступним клубом у кар'єрі М'якушка став польський «Подбескідзе» з 1 ліги Польщі.
Провів він там сезон і зіграв 16 матчів 2 забивши у кубку. Після чого покинув клуб.

### «Минай»
Літом 21-го року М'якушко повернувся в Україну і підписав контракт з Ужгородськими «Минаєм». Проте зіграв він там лише 3 матчі без результативних дій і зимою покинув клуб.

### «Колос»
У статусі вільного агента він приєднався до Ковалівського «Колосу» де за півтора сезону зіграв 39 ігор забив 2 голи і віддав 3 асисти і зимою 24-го року став вільним агентом.

### «Ворскла»
Зимою хоч ЗМІ пов'язували його з Одеським «Чорноморцем» він повернувся і «Ворсклу» за яку виступає й надалі.

## Збірна
Протягом 2011–2012 років виступав за юнацьку збірну України.
На початку 2013 року Мякушко у віці 19 років був викликаний Сергієм Ковальцем, який знав можливості футболіста по виступах за «Оболонь», до складу молодіжної збірної України на Кубок Співдружності, де 19 січня дебютував за «молодіжку». Усього Сергій провів п'ять матчів на турнірі і забив один гол, допомігши команді здобути срібні нагороди.
Зіграв 1 матч за національну збірну України.